# パタン (ネパール)
パタン（ネパール語: यल、英語: Patan、サンスクリット:पाटन,  ヤラ）はネパールの古都。
正式の都市名はラリトプル（Lalitpur）。
2021年の人口は29万9843人で、国内4位。
カトマンズ盆地南西部に位置し、準大都市自治体。
豊かな文化遺産に恵まれる。

## 地理
ラリトプル市はバグワティ川南岸の台地に位置し、川の北岸は首都カトマンズ市である。
古代の湖ナグワダに堆積した粘土と砂利の薄い層の上に、湖が乾燥した後、発展した。
カトマンズ、ポカラ､ビラートナガルと並んで国内の大都市の一つである。
市域は29の区に分けられている。

## 歴史
パタンは西暦299年にヴィール・デーヴァ王により設立されたと言われているが、学者たちの定説ではパタンは古代に設立され、発展したとされている。中世にはマッラ朝により、さらに拡大された。
多くの伝説を含むいくつかの歴史的記録によれば、パタンはカトマンズ盆地で一番古い都市であるとされている。
非常に古いキラット年代記の一つにはパタンはリッチャヴィ朝の支配者たちがカトマンズ盆地に侵入する前に創設されているとされている。
その年代記によればキラット王朝の最も古い首都はタンコットであった。キラットの王、ヤランベルが権力を掌握すると、現在の首都、カトマンズは2世紀頃、タンコットからパタンに移動させられたと考えられている。
パタンをネワール語で表現するときに最も使われる「ヤラ」はヤランベル王が自分の名前をつけたといわれる。
統一マッラ朝は1484年にバクタプル・マッラ朝（バクタプル王国）からカトマンズ・マッラ朝（カトマンズ王国）が独立し、さらに、1619年までに、パタン・マッラ朝（パタン王国）が独立して三王国時代に入る。パタン（ラリトプル）には当時の王宮はじめ多くの文化財が残されている。

## 経済
人口のかなりの部分はさまざまな手仕事、特に伝統工芸や、小規模な家内工業に、また、農業に従事するものも多い。
ラリトプルはネパールで最も多くの歴史に残る有名な芸術家や最高の工芸家を生み出した場所である。
多くの社会的、政治的激変にもかかわらず、パタンは現存する最高の職人を維持してきた。

## 歴史的記念物
パタンは最初、仏教の「ダルマ・チャクラ」（法輪）の形に設計されていた。パタンの市域の周囲には四つの塚があり、人々のあいだではアショーカ王の仏塔として知られている。
伝説によると、インドの王アショーカは紀元前250年に娘とともに、カトマンズを訪れ、パタンの周囲に4つ、中心に一つの仏塔を立てたという。
パタンにはさまざまな規模や形の仏教の記念物が1，200以上存在する。
町の最も重要な記念物はパタン・ダルバール広場である。これはユネスコの世界遺産「カトマンズ盆地」の一部として登録されている。

## 観光スポット

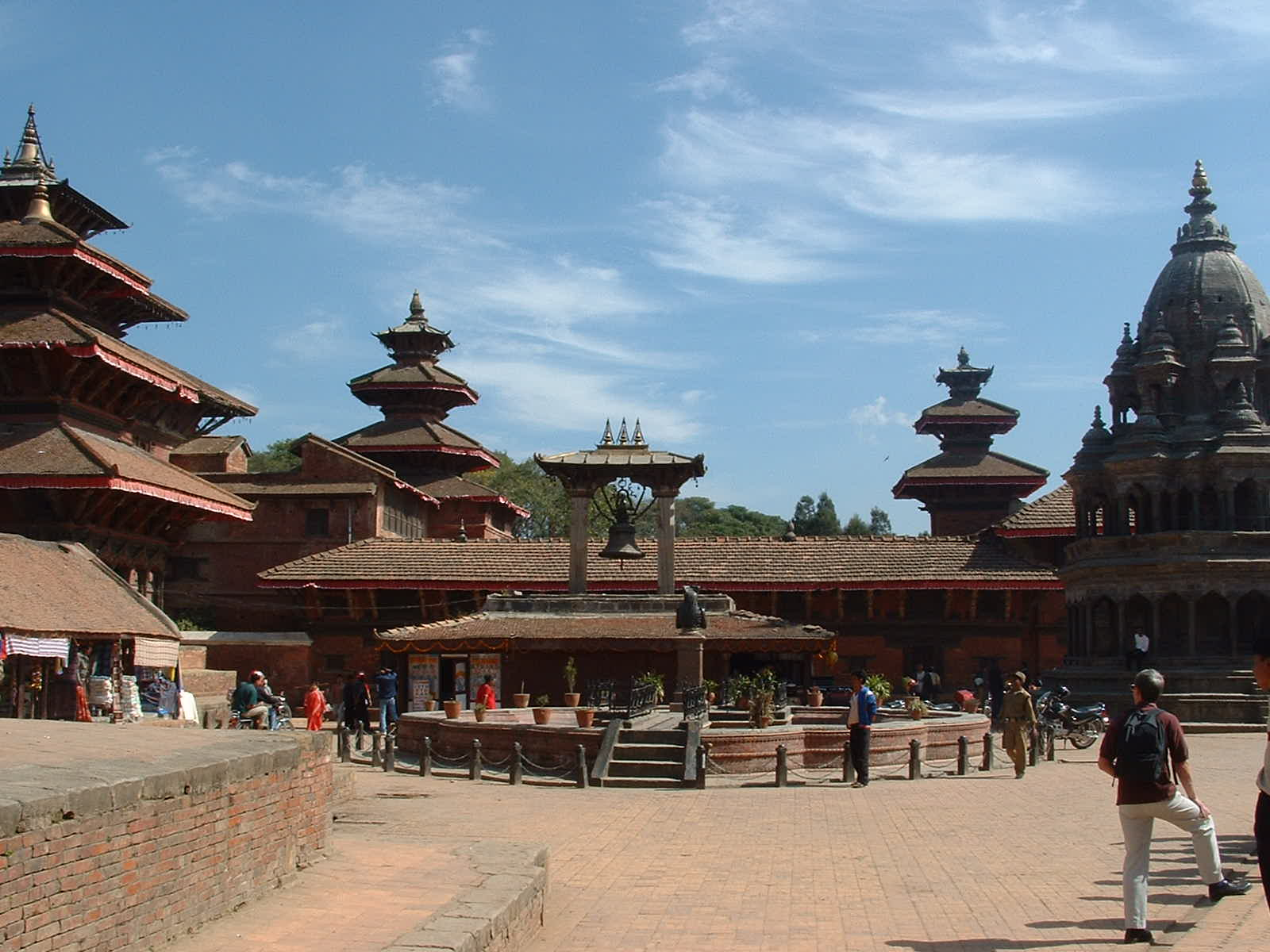
ラリトプル市内

パタンは非常に芸術的な都市として知られている。どのような形のネパールの芸術も神にささげられ、町の中には多くの寺院や僧坊がある。
- パタン・ダルバール広場：16世紀から18世紀にかけて建てられたマッラ王朝の遺構。旧王宮、寺院が立ち並ぶ。世界遺産。
- ヒラニャ・ヴァルナ・マハー・ヴィハール：黄金の寺院。
- ルードラ・ヴァルナ・マハヴィハール
- バングラムキ寺院:ヒンドゥー教寺院。
- クンベシュワール寺院: 1392年、マッラ朝ジャヤンシッディ王の建立したシヴァ神を祀る寺院。数少ない五重塔を持つ。
- マチェンドラナート寺院：シヴァ神の化身マチェンドラナートを祀る。仏教徒は観世音菩薩として信仰する。山車祭りで有名。
- マハボーダ寺院：高さ30メートルの仏塔に9000の仏が彫られている。インドのブッダガヤに参拝した建築職人が1564年から1600年にかけて親子3代で完成させた[5]。

パタン (ネパール)
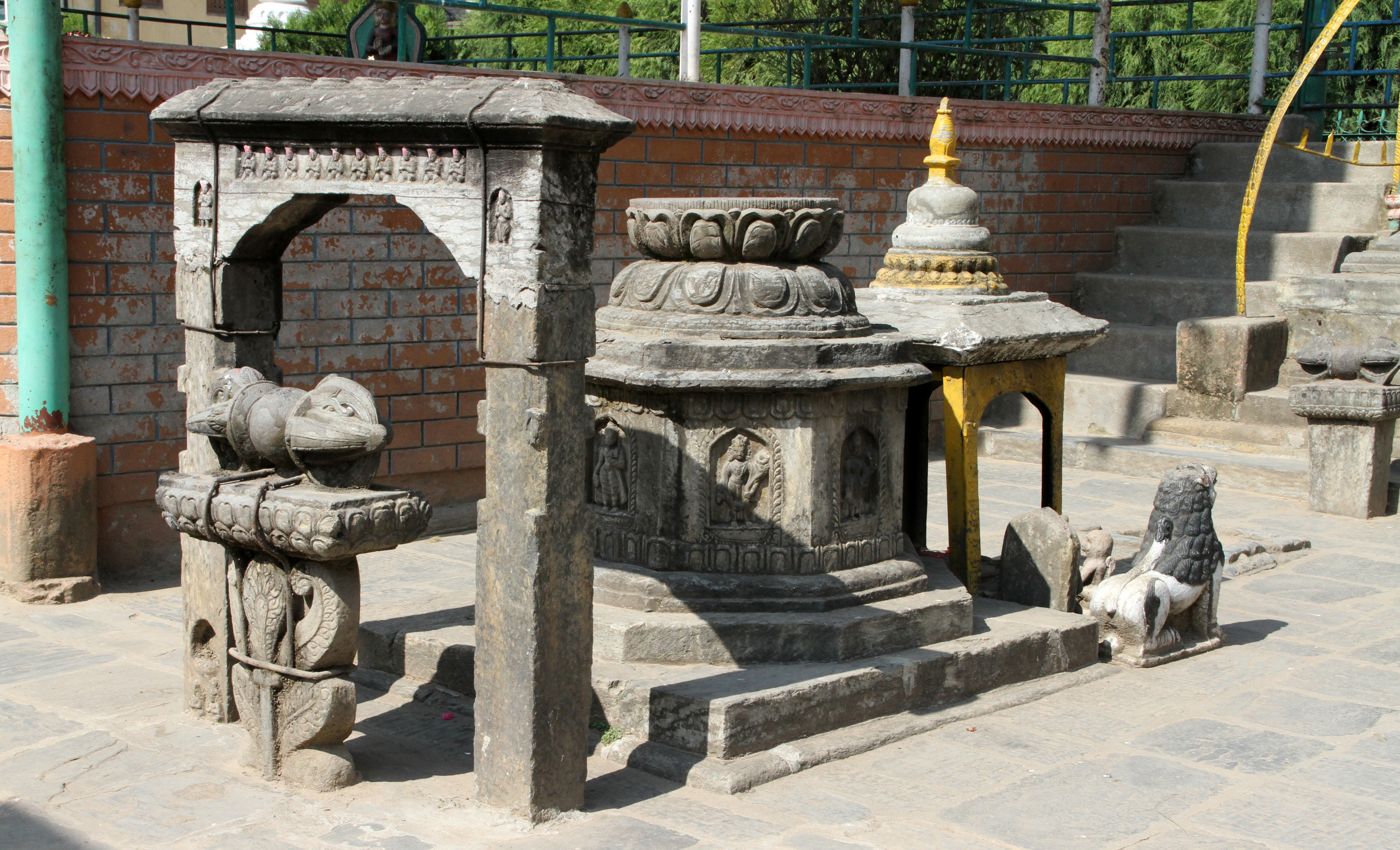
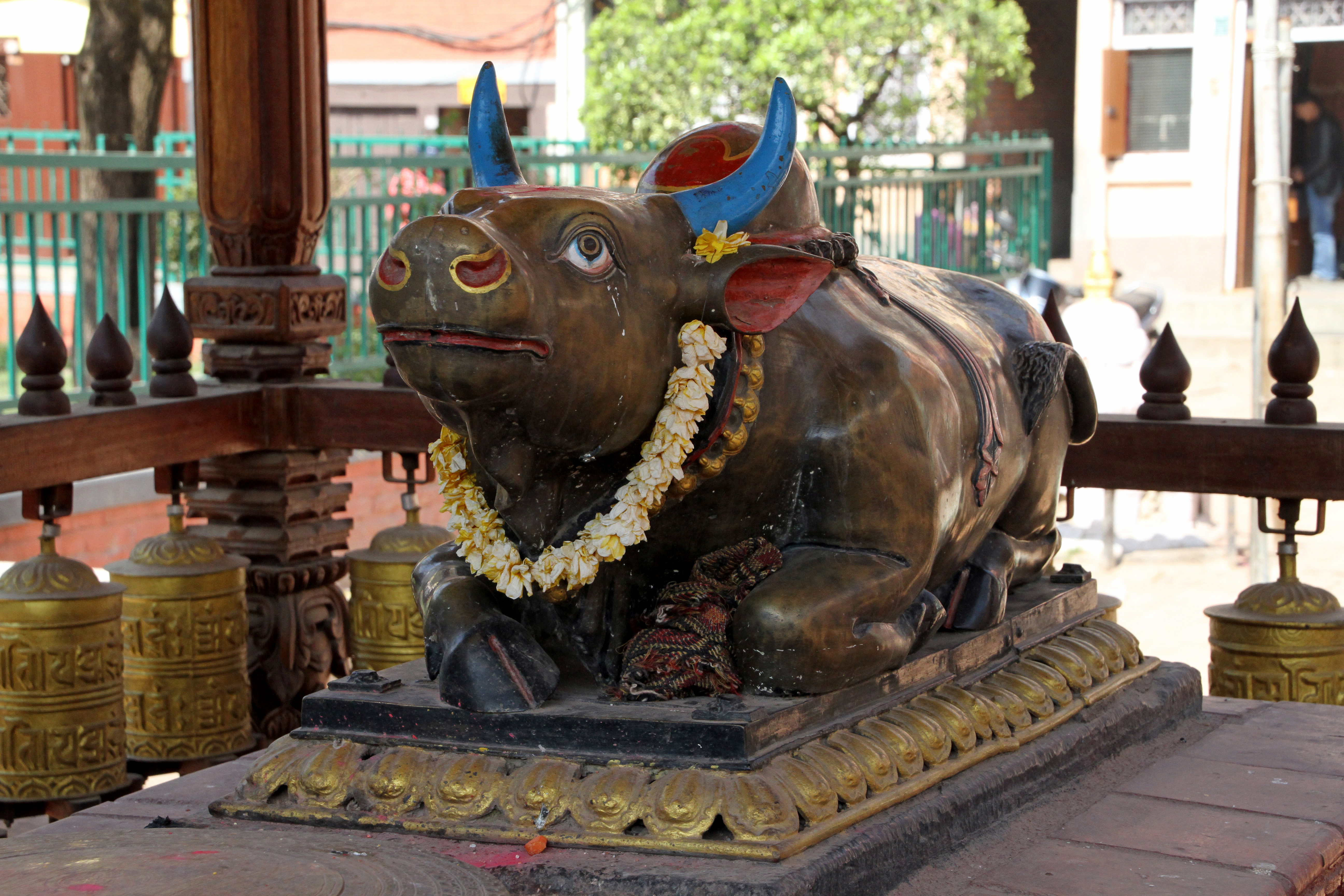
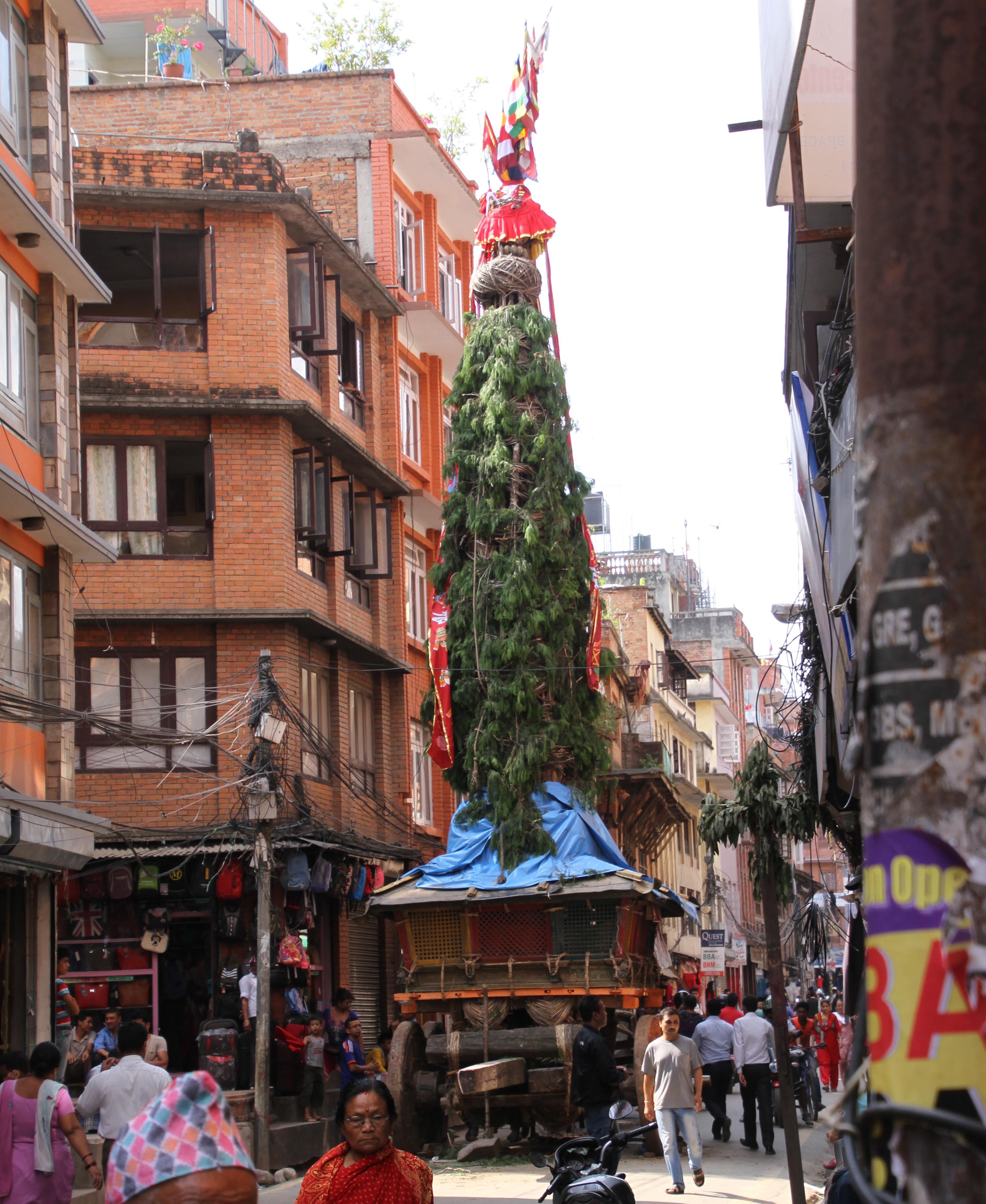
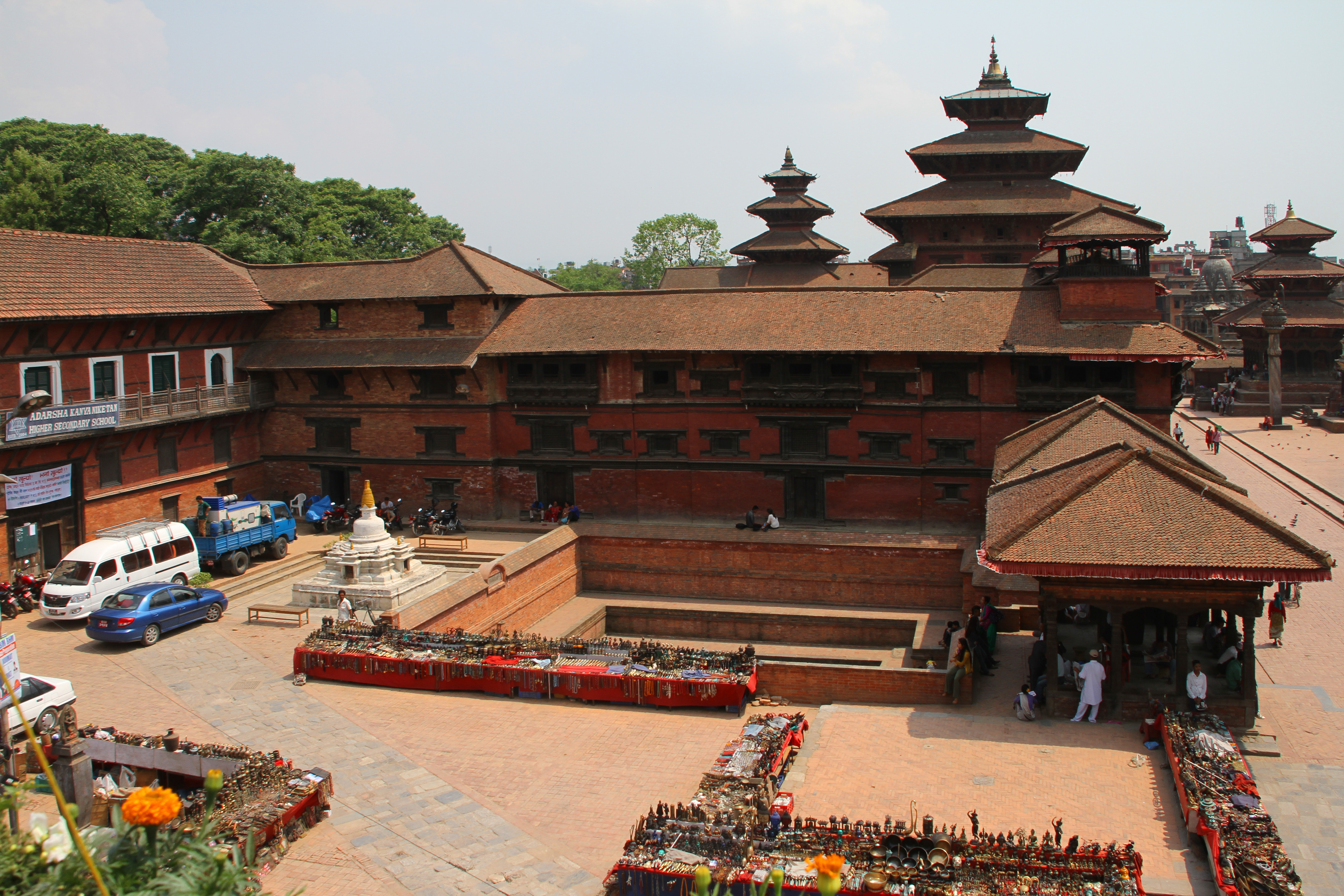
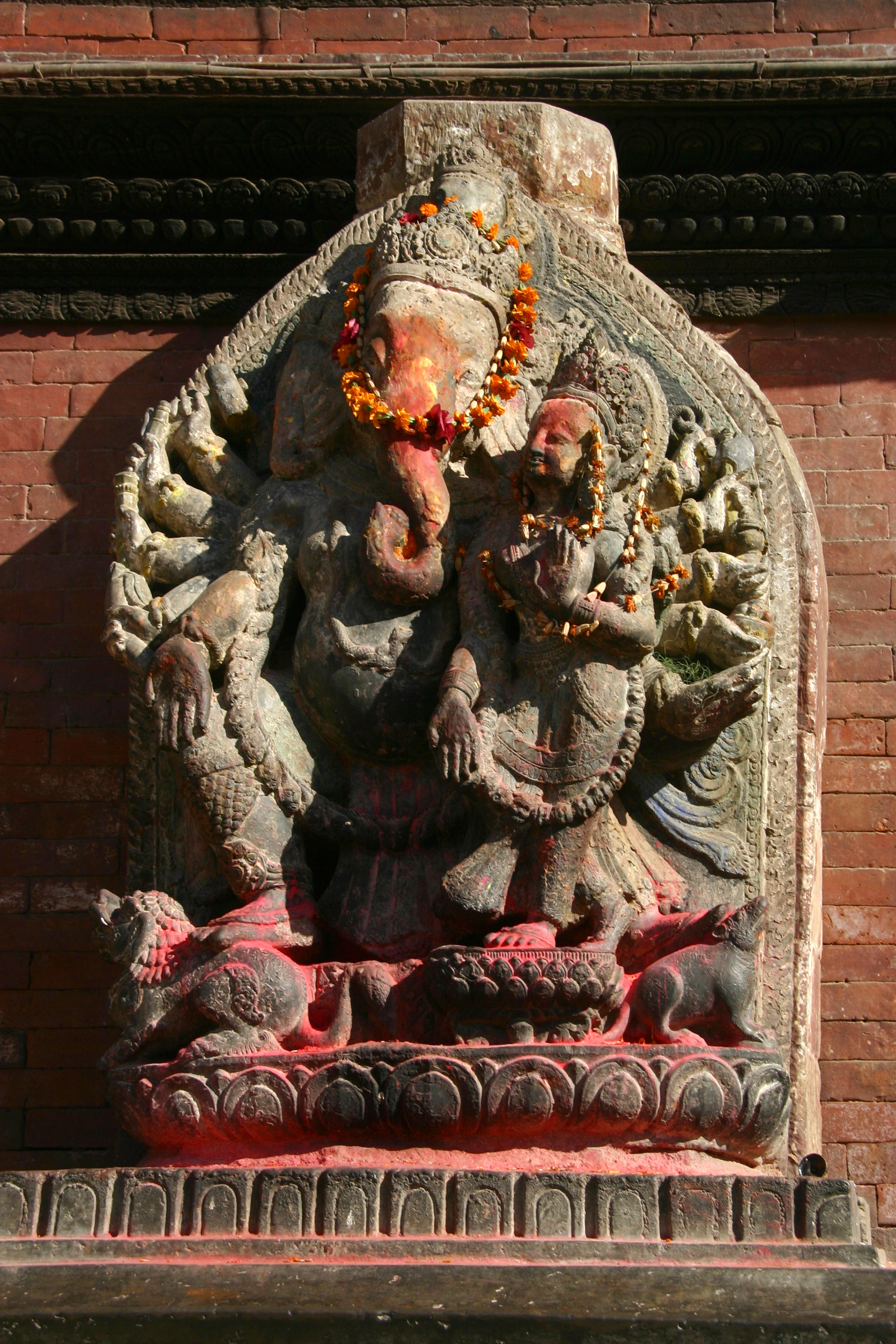
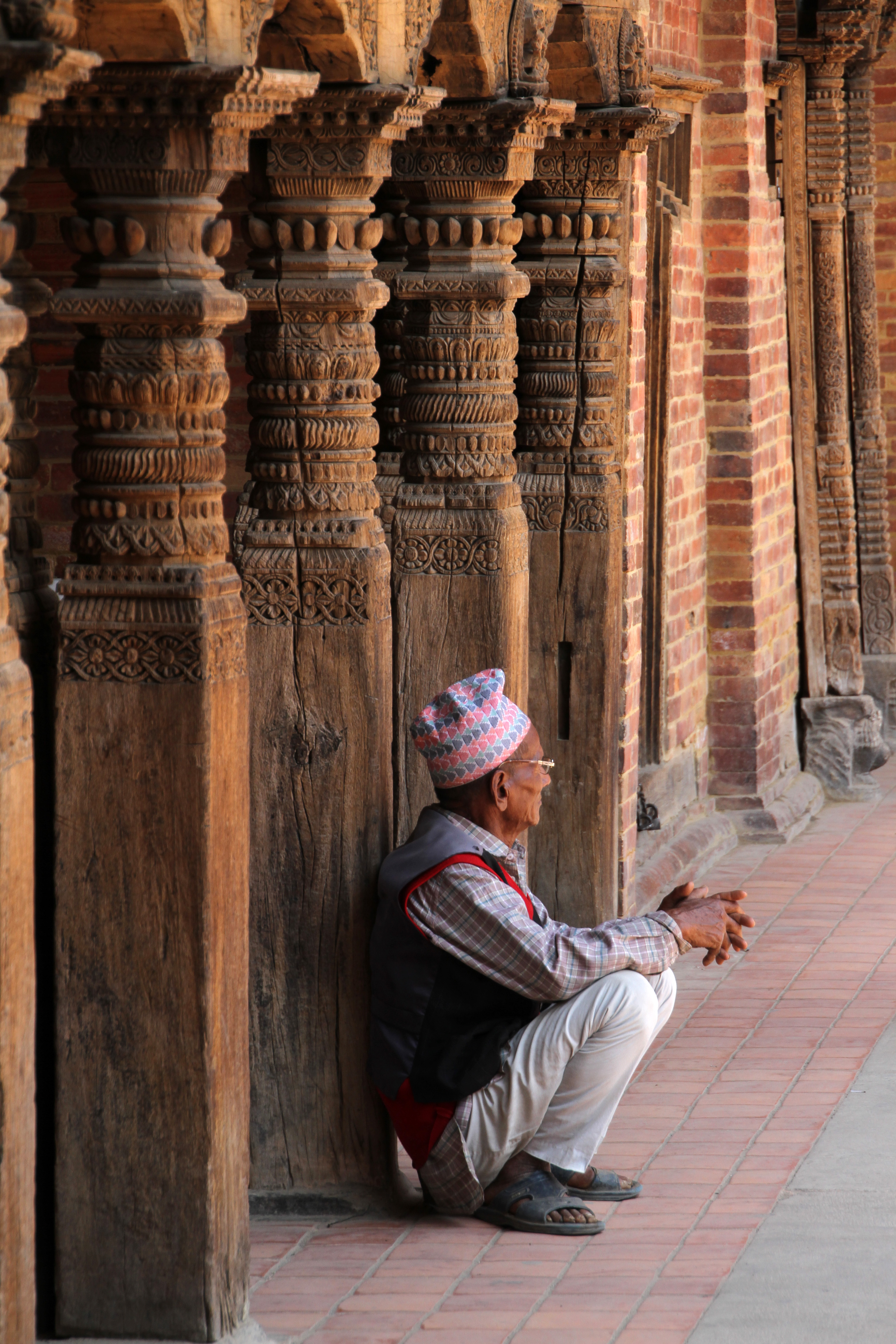
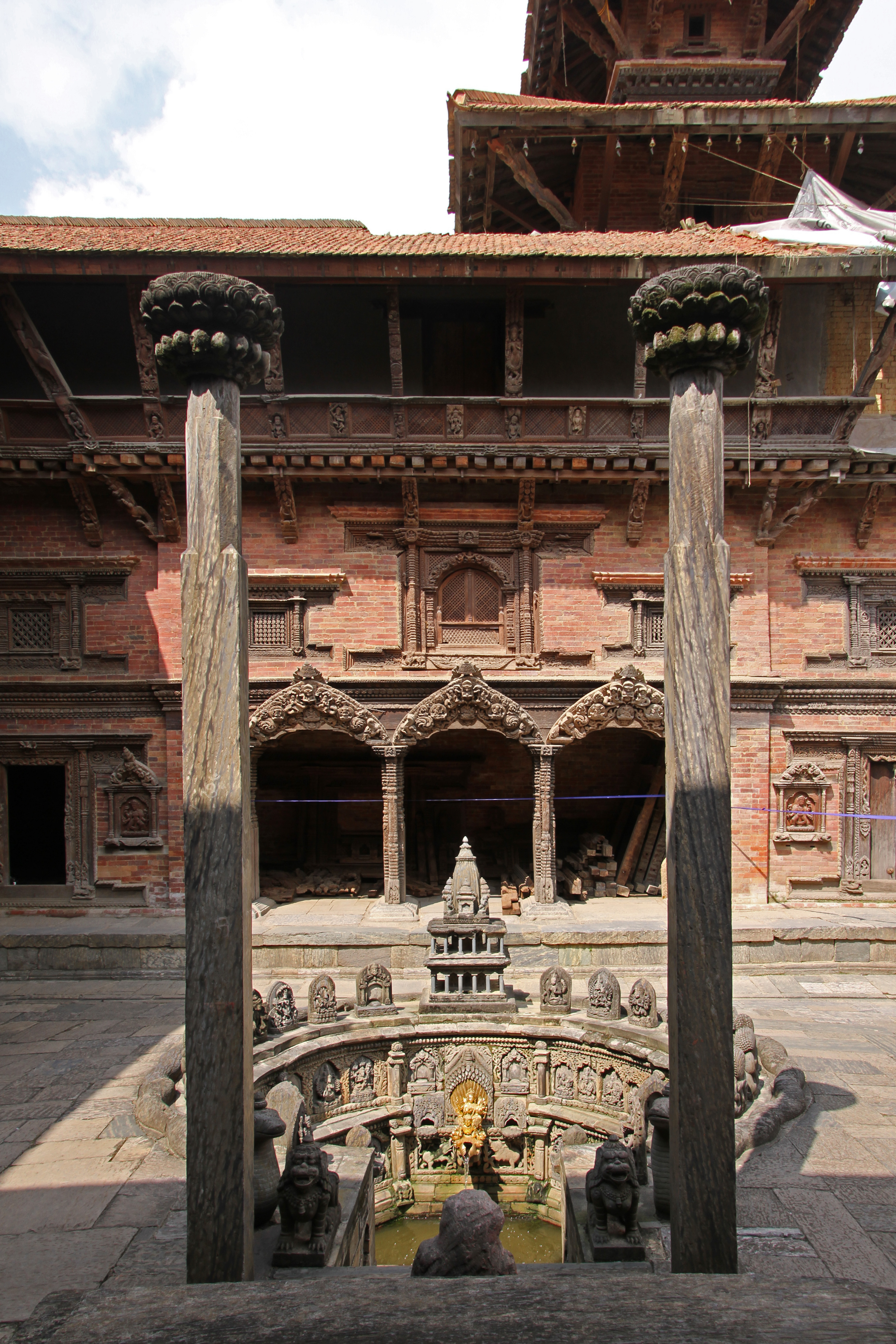
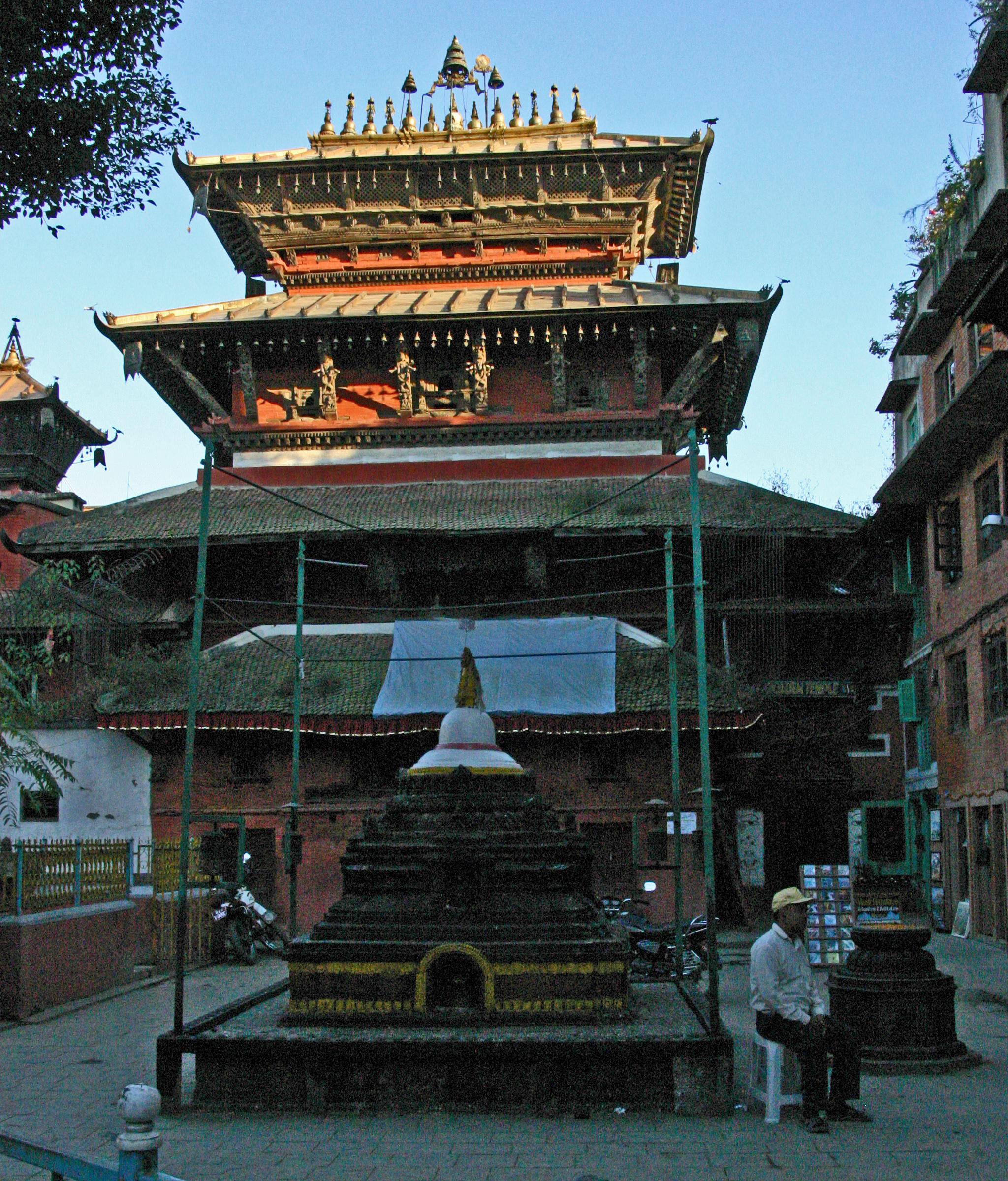